# Elecciones generales de Sudán del Sur de 2026
Las elecciones generales de Sudán del Sur se realizarán el 22 de diciembre de 2026, inicialmente se iba a realizar para el año 2015, siendo la primera elección democrática desde la independencia del país el 9 de julio de 2011.  Sin embargo, luego de los rumores sobre un intento de golpe de Estado y la continuación del conflicto en el territorio nacional, hizo poner en duda todo sobre esta elección, especialmente porque todavía no ha sido formulada una constitución permanente.
El parlamento de Sudán del Sur en el año 2015 votó a favor de prolongar el periodo del mandato del presidente Salva Kiir y del mismo parlamento hasta el 9 de julio de 2018, con 264 votos a favor.  En el 2019, parlamento de Sudán del Sur decidió prolongar una vez más, el periodo presidencial de Kiir hasta el año 2023.
Finalmente, en el 2023, tras la reunión de las Naciones Unidas en Sudán del Sur con Salva Kirr, el  gobierno de transición y la oposición acordaron trasladar el proceso electoral a finales de 2024 donde el gobierno electo tendrá que asumir en febrero de 2025.En septiembre de 2024, el gobierno ordenó el aplazamiento de las elecciones hasta el 22 de diciembre de 2026, citando la necesidad de completar procesos institucionales como la creación de un censo y una constitución permanente y el registro de los partidos políticos.

## Antecedentes
En 2010, Sudán del Sur celebró un referéndum para decidir su independencia del resto del país, que resultó en una aplastante mayoría a favor de la separación. Como resultado, Sudán del Sur se convirtió en un país independiente en julio de 2011. Sin embargo, desde su independencia, Sudán del Sur ha sufrido de conflictos internos y tensiones políticas. En julio de 2013, el presidente Salva Kiir destituyó a todo su gabinete, incluyendo al entonces vicepresidente Riek Machar. Machar acusó a Kiir de intentar convertirse en una dictadura y se enfrentó a él por la presidencia en las elecciones previstas para julio de 2015, definidas por la constitución transicional del 2011.
El presidente Kiir afirmó ante el parlamento del estado de Warrap, que por la falta de recursos para hacer un censo, la nueva constitución desembocaría en un retraso de la elección. Dicho comentario generó dudas de que Kiir probablemente tendría la intención de mantenerse en el poder, aunado a la renuncia del gobernador del estado de Unity Taban Deng Gai, mediante un comunicado en el que decía que "apoyaría a Machar para reemplazar a Kiir en la dirigencia del SPLM y por ende como candidato del mismo para las elecciones", aunque Gai negó haber declarado esa afirmación.
En diciembre de 2013, estalló un conflicto armado en Sudán del Sur tras el intentó del golpe de Estado que derivó en una guerra civil, que se intensificó en los años siguientes y ha dejado decenas de miles de muertos y millones de desplazados. El conflicto se originó a raíz de las tensiones políticas entre el presidente Kiir, de etnia dinka, y Machar, de etnia nuer, y se ha agravado por factores como la competencia por recursos naturales y las tensiones entre diferentes grupos étnicos.
El conflicto armado y la falta de una constitución permanente retrasaron las elecciones presidenciales previstas para julio de 2015. En 2018, el parlamento de Sudán del Sur votó a favor de prolongar el mandato del presidente Kiir y del mismo parlamento hasta el 9 de julio de 2021. En 2019, el parlamento volvió a prolongar el mandato presidencial de Kiir hasta el año 2023.
Finalmente, en 2023, el gobierno de transición y la oposición acordaron trasladar las elecciones a finales de 2024, con la intención de que el gobierno electo asuma el poder en febrero de 2025. Este acuerdo se alcanzó tras una reunión de las Naciones Unidas con el presidente Kiir y otras partes involucradas en el conflicto en Sudán del Sur. las elecciones son otra vez pospone al 22 de diciembre de 2026 en septiembre de 2024.

## Candidatos presidenciales
| Candidato     | Partido                                    |
| ------------- | ------------------------------------------ |
| Suzanne Jambo | Ejército de Liberación del Pueblo de Sudán |
| Bol Gai Deng  | Partido Democrático de la Mayoría Kush     |

## Reacciones internacionales
- En enero del 2017, el presidente de Uganda, Yoweri Museveni, pidió que se realizaran las elecciones con el fin de lograr la paz y la estabilidad en el país.[14]

- La Misión de Asistencia de las Naciones Unidas en la República de Sudán del Sur (UNMISS) mostró su preocupación ante el posible retraso electoral tras los conflictos intercomunitarios.[6][15]